# Nano (telenovela)
Nano fue una telenovela argentina escrita por Enrique Torres, emitida durante el año 1994. Fue protagonizada por Gustavo Bermúdez y Araceli González. Coprotagonizada por Gabriela Bianco, Ana María Castell, Mercedes Funes, Coni Marino,
Liliana Custo, 
Fabián Gianola, Sebastián Miranda, Alejo García Pintos, Omar Pini, Gabriel Rovito, Enrique Otranto y Nicolás Scarpino. Antagonizada por Emilia Mazer, Carlos Brown, Andrea Pietra y los primeros actores Arturo Maly y Cecilia Cenci. También, contó con las actuaciones especiales de Mario Pasik, Graciela Pal, Silvia Pérez y la primera actriz Lydia Lamaison. 
La historia, emitida por Canal 13, fue una de las más exitosas de Gustavo Bermúdez y marcó para Araceli González un cambio en su carrera ya que solo había realizado en actuación un personaje menor en La Banda del Golden Rocket. Araceli González ganó el premio Martín Fierro como artista revelación por su papel de sordomuda.

## Argumento
Manuel Espada (Gustavo Bermúdez), apodado Nano, es el hijo de Noel Espada (Arturo Maly), un empresario exitoso, rico y corrupto. Nano mantiene con su padre una mala relación debido a que este siempre quiso que su hijo siguiera sus pasos. Sin embargo, Nano, que es un idealista, ha preferido dedicarse a la Ecología y dirige un parque acuático, “Mundo Marino”; el joven se dedica al entrenamiento de delfines, focas, pingüinos y orcas. La madre de Nano murió cuando él era niño, por lo que Noel volvió a casarse poco después con Felicia del Molino López (Cecilia Cenci), con la que tiene otros dos hijos, Máximo (Alejo García Pintos) y María del Carmen (Coni Marino). 
Todos ellos viven en la casa de la familia del Molino López, propiedad de Amalia del Molino López (Lydia Lamaison), madre de Felicia y propietaria además de los negocios que dirige Noel. En la misma casa viven también la otra hija de Amalia, Aurora (Graciela Pal), y una nieta, Maggie (Andrea Pietra), que es hija de Rafael (Norberto Díaz), un hijo de Amalia que fue asesinado en misteriosas circunstancias en una noche en la que también desapareció para siempre Camila (Araceli González), la otra hija de Rafael y hermana de Maggie.
Nano, que está casado con Rosario (Emilia Mazer) (una mujer desequilibrada y emocionalmente dependiente a quien no ama), lleva una doble vida: de día trabaja con sus animales y de noche se convierte en ladrón de guante blanco, una especie de Robin Hood moderno al que la prensa ha bautizado como “El Gato”, ya que siempre deja su huella en el lugar del crimen. Para ello, Nano tiene una cueva secreta equipada con la última tecnología, desde planifica sus actividades como ladrón, junto a su mejor amigo, Sebastián (Fabián Gianola).
Aunque Nano tiene una amante, nunca ha amado de verdad hasta que conoce a Camila, que en silencio vigila a Nano en el parque marino sin que él se dé cuenta. Cuando Camila tenía siete años, presenció el asesinato de sus padres a manos del amante de su madre y huyó de su casa; a consecuencia del shock, la niña perdió la memoria y el habla. Una mujer la recogió y al no poder identificarla ni encontrar a su familia la crio como si fuera su hija. 
Quince años después, Camila y Nano se conocen y se enamoran. Pero ¿podrán vencer los secretos turbios de sus pasados y las maldades del presente para disfrutar de su mundo mágico? ¿Qué pasará cuando Camila reconozca al padre de Nano como el asesino de su padre? ¿Se saldrá con la suya la vil Rosario? ¿Podrá el amor de Nano y Camila, que comenzó en su niñez, triunfar al final?
Además Aurora tuvo un romance secreto con Noel (él la engañó a ella) y tienen un hijo, Willie (Nicolás Scarpino), chico que dieron a los sirvientes con Aurora en contra de eso, obviamente luego él (Willie) se entera ¿podrá perdonarla? ¿Triunfará el amor de madre e hijo?

## Personajes
- Gustavo Bermúdez ...  Manuel "Nano" Espada/El Gato
- Araceli González ...  Camila del Molino López
- Emilia Mazer ... Rosario Melón de Espada
- Arturo Maly ... Noel Espada
- Cecilia Cenci ... Felicia del Molino López de Espada
- Lydia Lamaison ... Amalia del Molino López
- Graciela Pal ...  Aurora del Molino López
- Silvia Pérez .... Crista Piris
- Gabriela Bianco .......  Fiorella Canelo
- Carlos Brown ...  Víctor Melón
- Ana María Castel .......  Encarnación Simonetti
- Mercedes Funes ...  Maria Paz Canelo
- Alejo García Pintos ...  Máximo Espada
- Fabián Gianola ...  Sebastián
- Coni Marino ...  María del Carmen "Maricarmen" Espada
- Sebastián Miranda ...  Genaro
- Enrique Otranto ... Patiño
- Andrea Pietra ...  Magdalena "Maggie" del Molino López
- Omar Pini ...  Gotardo Simonetti
- Gabriel Rovito ...  Federico Melón
- Nicolás Scarpino ...  Guillermo "Willy" Simonetti
- Mario Pasik ... Silvio Canelo
- Sabrina Carballo
- Anna Ferrer ...  Gardenia Melón
- Héctor Fuentes ...  Pascual Costacurta
- Norberto Díaz ...  Rafael del Molino López
- Alejandro Awada ...  Escobar
- María Maristani ...  Dora
- Anahí Martella ...  Bernarda

## Banda sonora
- Abrázame (Carica)
- Otra como tú (Eros Ramazzotti)
- En algún lugar (Ducan Dhu)
- Vivir sin aire (Maná)
- Solo para ti (Sergio Dalma)
- Para reconquistarte (Marcos Llunas)
- Franco de Vita - Cálido y frío
- Roberto Carlos - Abre las ventanas al amor
- Chayanne - Isla desnuda
- Myriam Hernández - Un hombre secreto
- Ana Gabriel - Sin Problemas
- Yuri - Detrás de mi ventana

## Producción
- Autor: Enrique Torres
- Escenografía: Horacio Esquivel
- Asesora de Vestuario: Anabella del Boca
- Director de fotografía: Juan Carlos Suárez
- Productor Ejecutivo: Celso C. Durán
- Asistente de Dirección: Patricio Mainar
- Dirección: Rodolfo Hoppe

## Curiosidades
- La cadena estadounidense Univisión realizó en el año 2002 un remake  bajo el título “Te amare en silencio” bajo la producción de Feliciano Torres y Ricardo Freixa, dirigida por José Acosta y Andrei Zinca y protagonizada por Eduardo Yáñez y Ana Carolina da Fonseca.
- La primera actriz Lydia Lamaison ganó el Premios Martín Fierro a la mejor actriz de reparto por su papel en "Nano".[1]